# Francis Millard
Francis Edward "Frank" Millard (31. května 1914, North Adams - 14. června 1958, tamtéž) byl americký zápasník. V roce 1936 na olympijských hrách v Berlíně vybojoval ve volném stylu v bantamové váze stříbrnou medaili.